# Surrealistic Pillow
《Surrealistic Pillow》는 1967년 2월 1일 RCA 빅터가 발매한 미국의 록 밴드 제퍼슨 에어플레인의 두 번째 스튜디오 음반이다. 이 음반은 보컬리스트 그레이스 슬릭과 드러머 스펜서 드라이든이 참여한 밴드의 첫 번째 음반이다. 이 음반은 빌보드 200 차트에서 3위로 정점을 찍었고 미국 음반 산업 협회로부터 플래티넘 인증을 받았다. 이 음반은 초기 사이키델릭 록과 1960년대 반문화 시대의 전형적인 작품 중 하나로 여겨진다.
〈My Best Friend〉는 1966년 12월에 첫 번째 싱글로 발매되었지만, 빌보드 버블링 언더 차트에서 103위에 그쳤다. 〈Somebody to Love〉와 〈White Rabbit〉는 빌보드 핫 100 차트에서 각각 5위와 8위로 정점을 찍었고 그 차트에서 밴드의 유일한 톱 40 히트곡이다.
〈Today〉는 싱글로 발매되지는 않았지만 대학 라디오와 록 방송국에서 자주 연주되었고 그들의 가장 인기 있는 노래 중 하나로 남아 있다. 이 곡은 또한 1967년 그의 음반 《The Honeysuckle Breeze》를 위해 재즈 색소폰 연주자 톰 스콧에 의해 녹음되었으며, 이 버전은 피트 록 & CL 스무스의 〈They Reminisce Over You (T.R.O.Y.)〉에서 샘플링되었다.
1969년에 〈Plastic Fantastic Lover〉의 라이브 버전이 싱글로 발매되었다. 《빌보드》는 그것을 "헤비 하드 록"이라고 묘사했다. 《캐시박스》는 "논쟁의 여지가 있는 스타일보다 더 상업적인 스타일을 특징으로 한다"며 "확실한 기악 트랙과 매우 훌륭한 보컬을 가지고 있다"고 말했다. 《레코드 월드》는 그것이 밴드가 가장 좋아하는 것 중 하나라고 말했다.

## 배경
오리지널 드러머 스킵 스펜스는 1966년 중반에 밴드를 떠났다. 그는 곧 숙련된 로스앤젤레스의 재즈 드러머이자 찰리 채플린의 이복 조카인 스펜서 드라이든으로 대체되었다. 이전에 다른 샌프란시스코의 록 밴드인 그레이트 소사이어티와 함께했던 새로운 여성 보컬리스트 그레이스 슬릭은 1966년 가을에 제퍼슨 에어플레인에 합류했다. 슬릭, 드라이든, 남성 리드 보컬리스트 겸 기타리스트 겸 작곡가 겸 밴드의 설립자 마티 발린, 기타리스트 겸 작곡가 폴 캔트너, 리드 기타리스트 (그리고 가끔 보컬) 조르마 카우코넨, 베이시스트 잭 카사디는 1970년 초 드라이든이 떠날 때까지 안정적으로 유지된 그룹의 가장 잘 알려진 라인업의 핵심을 형성했다.

## 발매 및 반응
| 전문가 평가                   | 전문가 평가 |
| 평가 점수                     | 평가 점수   |
| 출처                          | 점수        |
| ----------------------------- | ----------- |
| AllMusic                      | [ 1 ]       |
| The Absolute Sound            | [ 14 ]      |
| The Daily Vault               | A−          |
| Encyclopedia of Popular Music | [ 16 ]      |
| The Village Voice             | B+          |

이 음반은 원래 다른 스테레오(LSP-3766)와 모노(LPM-3766) 에디션으로 RCA 빅터에 의해 LP로 발매되었다. 스테레오 혼합물에는 모노보다 더 많은 잔향 효과 사용이 포함된다. 모노 버전은 1960년대 후반에 삭제되었고 2001년까지 사용할 수 없었다. 첫 번째 영국 발매는 그 그룹의 첫 번째 미국 LP인 《Jefferson Airplane Takes Off》의 트랙들로 원래의 노래들 중 일부를 대체했다.
2003년, 이 음반은 《롤링 스톤》의 "역사상 가장 위대한 음반 500장" 목록에서 146위에 올랐고, 2012년 개정 목록에서 등급을 유지했으며, 2020년 개정 목록에서는 471위로 떨어졌다.
2017년 1월, 〈Somebody to Love〉는 미국 음반 산업 협회로부터 골드 인증을 받았고, 〈White Rabbit〉은 플래티넘 인증을 받았다.

## 곡 목록
| #  | 제목                   | 작사·작곡                  | 재생 시간 |
| -- | ---------------------- | -------------------------- | --------- |
| 1. | 〈She Has Funny Cars〉 | 조르마 카우코넨, 마티 발린 | 3:03      |
| 2. | 〈Somebody to Love〉   | 다비 슬릭                  | 2:54      |
| 3. | 〈My Best Friend〉     | 스킵 스펜스                | 2:59      |
| 4. | 〈Today〉              | 발린, 폴 캔트너            | 2:57      |
| 5. | 〈Comin' Back to Me〉  | 발린                       | 5:18      |

| #  | 제목                            | 작사·작곡     | 재생 시간 |
| -- | ------------------------------- | ------------- | --------- |
| 1. | 〈3/5 of a Mile in 10 Seconds〉 | 발린          | 3:39      |
| 2. | 〈D.C.B.A.–25〉                 | 캔트너        | 2:33      |
| 3. | 〈How Do You Feel〉             | 톰 매스틴     | 3:26      |
| 4. | 〈Embryonic Journey〉           | 카우코넨      | 1:51      |
| 5. | 〈White Rabbit〉                | 그레이스 슬릭 | 2:27      |
| 6. | 〈Plastic Fantastic Lover〉     | 발린          | 2:33      |

## 인증
| 국가                               | 인증     | 판매량/출하량 |
| ---------------------------------- | -------- | ------------- |
| 영국 (BPI)                         | 실버     | 60,000        |
| 미국 (RIAA)                        | 플래티넘 | 1,000,000     |
| 판매량+스트리밍을 기반으로 한 인증 |          |               |